# 葉凱
葉凱（?—?），字捷南，為中國清朝武官官員，本籍福建。行伍出身的葉凱於1768年（乾隆33年）奉旨接替許德，於台灣地區擔任澎湖水師協副將。而隸屬台灣鎮之下的此官職職等為正二品，是台灣清治時期的這階段，扼守台灣海峽的重要武將，並統帥兩標水營，數千名水師兵勇。
| 前任： 許德 | 澎湖水師協副將 1768年上任 | 繼任： 顏鳴皋 |